# Comté de Champagne
Pour les articles homonymes, voir Champagne.
967–1314
Entités précédentes :
- Comté de Meaux
- Comté de Troyes

Entités suivantes :
- Province de Champagne

Le comté de Champagne est une principauté féodale du royaume de France. Ce comté parfois également nommé « Comté de Champagne et de Brie » issu de la réunion des différentes terres de la dynastie des Thibaldiens, c'est-à-dire la branche issue de Thibaut « le Tricheur » (Thibaud Ier de Blois) : comté de Meaux, comté de Troyes.
Le comté de Champagne est rattaché au domaine royal par le mariage de Jeanne de Navarre, comtesse de Champagne, et du futur Philippe IV le Bel en 1284.

## Historique

### Les ducs austrasiens
Fonctionnaires de la cour d'Austrasie et comprenait les villes de Reims et Châlons.
- entre 565 et 575-581 : Lupus, conseiller du roi, juge et guerrier.
- vers 581 à 595 : Wintrion.
- 674 : Waimer, qui fut évêque de Troyes.
- vers 695 : Dreux, fils de Pépin d'Héristal et Plectrude.

### Comtes de Troyes
Entre 900 et 950, le comté de Troyes est un honor (charge publique) qui se revendique souvent par les femmes.
- 820-852 : Aleran († 852)[2]
- 853-858 : Eudes Ier de Troyes († 871), probablement frère aîné de Robert le Fort, marié à Wandilmodis. Pour s'être révolté, Eudes Ier est destitué en 858
- 858-866 : Rodolphe de Ponthieu († 866), avoué de Saint-Riquier, abbé laïc de Jumièges, oncle de Charles II le Chauve.
- 866-871 : Eudes Ier à nouveau (incertain).
- 871-876 : Eudes II de Troyes, fils du précédent
- 876-886 : Robert Ier dit Porte Carquois, frère du précédent. Marié à Gisèle, fille de Louis II le bègue
- 886-893... : Adalelme, ou Alleaume, fils d'Émenon, comte de Poitiers et d'une sœur de Robert Ier. Il est l'époux d'une Ermengarde.
- ...901-918...: Manassès Ier l'Ancien, fidèle de Richard le Justicier, second époux d'Ermengarde, ce qui légitimerait son accès au comté[3].
- ...925-931... : Richard, fils de Garnier de Sens, peut-être par mariage.
- ...956: Gilbert de Chalon, fils de Manassès l'Ancien
- 956-966: Robert Ier de Meaux; par mariage avec Adélaïde Werra, fille de Gilbert de Chalon. C'est la dernière transmission du comté par les femmes.

### Comtes de Champagne
- Voir article détaillé Liste des comtes de Champagne
- Voir article détaillé Comté de Champagne

Thibaut Ier de Champagne. Il est le premier à s'intituler comte de Champagne après avoir conquis le comté de Troyes à son neveu Eudes III de Troyes vers 1065.
Hugues Ier de Champagne († 1126), fils de Thibaut III de Blois.
En 1152, à la suite de la mort du comte Thibaut IV de Blois dit Thibaut le Grand ou Thibaut II de Champagne, le comté de Blois-Champagne est divisé en trois comtés autonomes : Henri Ier le Libéral, fils aîné de Thibaut IV, reçoit la Champagne et la Brie ; les fils cadets, Thibaut V de Blois et Étienne de Sancerre, reçoivent respectivement les terres de Blois et les terres de Sancerre.
Le comte de Champagne était l'un des six pairs laïcs primitifs. Les différentes circonscriptions du comté de Champagne relèvent du roi de France, du duc de Bourgogne, de l'archevêque de Reims, de l'archevêque de Sens, de l'évêque de Langres, de l'évêché de Châlons-en-Champagne, de l'abbaye de Saint-Denis, etc.

## Agrégation du comté de Champagne
- Voir article détaillé : Constitution de la Champagne médiévale

### La Champagne mérovingienne et carolingienne (500-870)

Les pagis bourguignons au IXe siècle. On remarque que le sud de la province de Champagne dépend alors de l'influence bourguignonne.

En 511, lors du partage de la Gaule entre les quatre fils de Clovis, ce territoire est, avec celui de la future Lorraine, au cœur de l'Austrasie, constituée au profit de l'aîné, Thierry. En 566, le neveu de Thierry, Sigebert Ier, prive Reims du statut de capitale au profit de Metz. Déjà cinq ans plus tôt, en 561, à la mort du cadet Clotaire le Vieux, le fils de celui-ci, Gontran, obtient le rattachement du Troyes austrasien à la Bourgogne. Avec le Brenois, le Blaisois, le Bolesnois et le Barrois (celui d'Arc et non de Bar-le-Duc, qui n'existait pas sous ce nom à l'époque), il y restera jusqu'au partage de Verdun en 843 puis intégré au sein de la Bourgogne franque.
En 837, Aleran, comte de Troyes fonde l'abbaye de Montiéramey. En 852, Charles le Chauve confie le comté à Eudes. De 843 à 855, le territoire champenois, excepté donc cette partie de Bourgogne qu'est alors le comté de Troyes, est inclus à la suite du traité de Verdun dans l'éphémère Francie médiane puis, en vertu du traité de Prüm dans la tout aussi éphémère Lotharingie. En 858, c'est l'archevêque de Reims Hincmar qui met un terme à l'invasion de la Francie occidentale par Louis le Germanique. Le comté de Troyes est alors confisqué à Eudes, qui a soutenu l'Empereur. En 870, le traité de Meerssen donne le reste du territoire champenois resté lotharingien à Charles le Chauve, roi de France (« Francia »), la séparant ainsi définitivement de la future Lorraine impériale avec laquelle elle formait la première Austrasie.

#### Agrégation de comtés par les herbertiens (871-1020)
En 871, Eudes de Troyes récupère légalement le comté de Troyes qui avait été confisqué à son père Eudes. Par le mariage de son frère, Robert Porte Carquois, qui lui succède à sa mort en 876, avec Gisèle, les comtes de Troyes entrent dans une alliance royale. Adalelme, le neveu de Robert Porte Carquois, dont la femme est morte prématurément sans laisser d'enfants, lui succède. En 894, Adalelme meurt à la guerre aux côtés de son frère Adémar d'Angoulême et le comté en déshérence revient légalement à son suzerain, Richard le Justicier, duc de Bourgogne.
En cette fin du IXe siècle, l'antique cité melde, comme elle avait appartenu à Soissons, appartient au comte de Vermandois, le nivelonide Thierry. Son héritier, Herbert de Vermandois, petit-fils par son père du roi carolingien des Lombards déchu Bernard, étend son territoire jusque sur le Vexin pour faire face à l'invasion normande. En 925, Herbert II, le fils d'Herbert de Vermandois, investit Reims et crée un comté de Reims au profit de son fils de cinq ans, Hugues. Six ans plus tard, l'usurpateur Raoul l'en chasse une première fois. En juillet 940, Hugues, désormais majeur et aidé de son père, reconquiert le Rémois puis le Rethelois, érigé en comté par Artaud de Reims, l'archevêque de Reims déchu, comme une position de repli défendue par le neveu de ce dernier, Manassès. Six ans plus tard, Hugues de Vermandois, son père ayant été pendu trois ans plus tôt, peine infamante, doit de nouveau renoncer à Reims à la suite de l'intervention de l'Empereur Otton, venu avec les troupes de Conrad de Bourgogne restaurer Louis d'Outremer sur le trône de Francie occidentale.
En 950, un des petits-fils d'Herbert, Robert de Meaux, épouse la petite fille de Richard le Justicier, Adélaïde, dite Werra. À la mort de son beau père Gilbert, comte principal des Bourguignons, en 956, il en hérite le comté de Troyes, qui se trouve désormais réuni au comté de Meaux qui lui était échu comme sa part d'héritage dix ans plus tôt. En 984, le fils de Robert, Herbert de Troyes, héritant de son oncle Herbert d'Omois, récupère l'Omois et agrandit le domaine familial du comté de Reims dont son autre oncle, Hugues de Reims, avait été dépossédé par l'Empereur au profit de l'archevêque de Reims.
En dépit de cette instabilité aristocratique, à l'aube du millénaire, l'école cathédrale de chapitre de Reims, dont Gerbert d'Aurillac est écolâtre de 972 à 982, devient un centre intellectuel de premier plan. En moins d'un siècle et demi, les Vermandois herbertiens ont rassemblé les trois comtés fondamentaux de la future Champagne. Deux générations plus tard, l'un de leurs héritiers va s'efforcer de les dominer à lui seul.

#### Rivalité entre thibaldiens et capétiens (1021-1124)

Les grands vassaux de France et la Bretagne en 1035. En jaune, les fiefs de Blois, Champagne et Beauvaisis que possède Thibaud étranglant le domaine capétien, en bleu, que tient Robert.

En 1021, Eudes de Blois, héritier naturel du titre de son grand oncle, le comte de Reims, frère de sa grand-mère paternelle, hérite en outre de son cousin germain Étienne de Vermandois, sans descendance, des comtés de Troyes, Meaux, Omois et Vitry. Le comte palatin Eudes est le petit-fils de Thibaud de Blois, rival en son temps du marquis Hugues le Grand, et qui s'était proclamé gouverneur de Neustrie affranchi de tout suzerain. Thibaud avait vu sa prééminence éphémère sur la Francie occidentale ravie par le fils d'Hugues le Grand, Hugues Capet, reconnu en 960 duc des Francs par son cousin germain, le roi Lothaire. La réunion du futur territoire de la Champagne dans la main d'un thibaldien menace le capétien Robert le Pieux.
Deux ans plus tard l'archevêque de Reims, Ebles de Roucy, pousse le roi à saisir au profit de l'archevêché le temporel du comté de Reims. La commise est prononcée sans que personne ait les moyens de la faire appliquer mais cela suffit pour obliger les vassaux à prêter hommage à l'archevêque, élevé au rang de pair en 1060. Comme l'atteste un siècle plus tard la « grande charte champenoise », la mainmise ecclésiastique sur la partie nord de la Champagne la voue à la viticulture, spécialité confiée aux monastères, non seulement parce qu'ils fournissent le vin de messe, dont le marché annuel fait l'objet de contrats très importants, mais aussi parce qu'ils valorisent des terres inadaptées à la culture du blé.
L'immense diocèse rémois, parce que les possessions ecclésiastiques y sont considérables, échappe ainsi durablement avec la ville du sacre à la future maison de Champagne. Celle-ci doit se contenter de réunir le comté de Meaux et celui de Troyes, qui ne sont reliés que par le bourg de Douze Ponts. Le titre de comte de Champagne pour désigner la suzeraineté sur cet ensemble est attesté à partir de 1065, à l'époque du petit-fils d'Eudes de Blois, Eudes de Champagne, puis de l'oncle de celui-ci, Thibaud de Blois, après qu'il a spolié son neveu. L'usage est probablement antérieur mais n'est pas documenté. Il est repris en 1102 par le benjamin d'Eudes de Champagne banni, Hugues de Champagne, lequel, déshéritant son propre fils, le transmet en 1125 au petit-fils du même oncle Thibaud de Blois, Thibaud le Grand, dont le cadet, Étienne de Blois, deviendra roi d'Angleterre.
Pour autant, le comte de Champagne exerce son influence sur le rémois en manœuvrant ses alliances, comme en 1107 quand il annule l'investiture de Gervais de Rethel à l'archevêché de Reims décidée par le roi.

### Le comté de Champagne

#### Le pôle champenois des Blois (1125-1151)

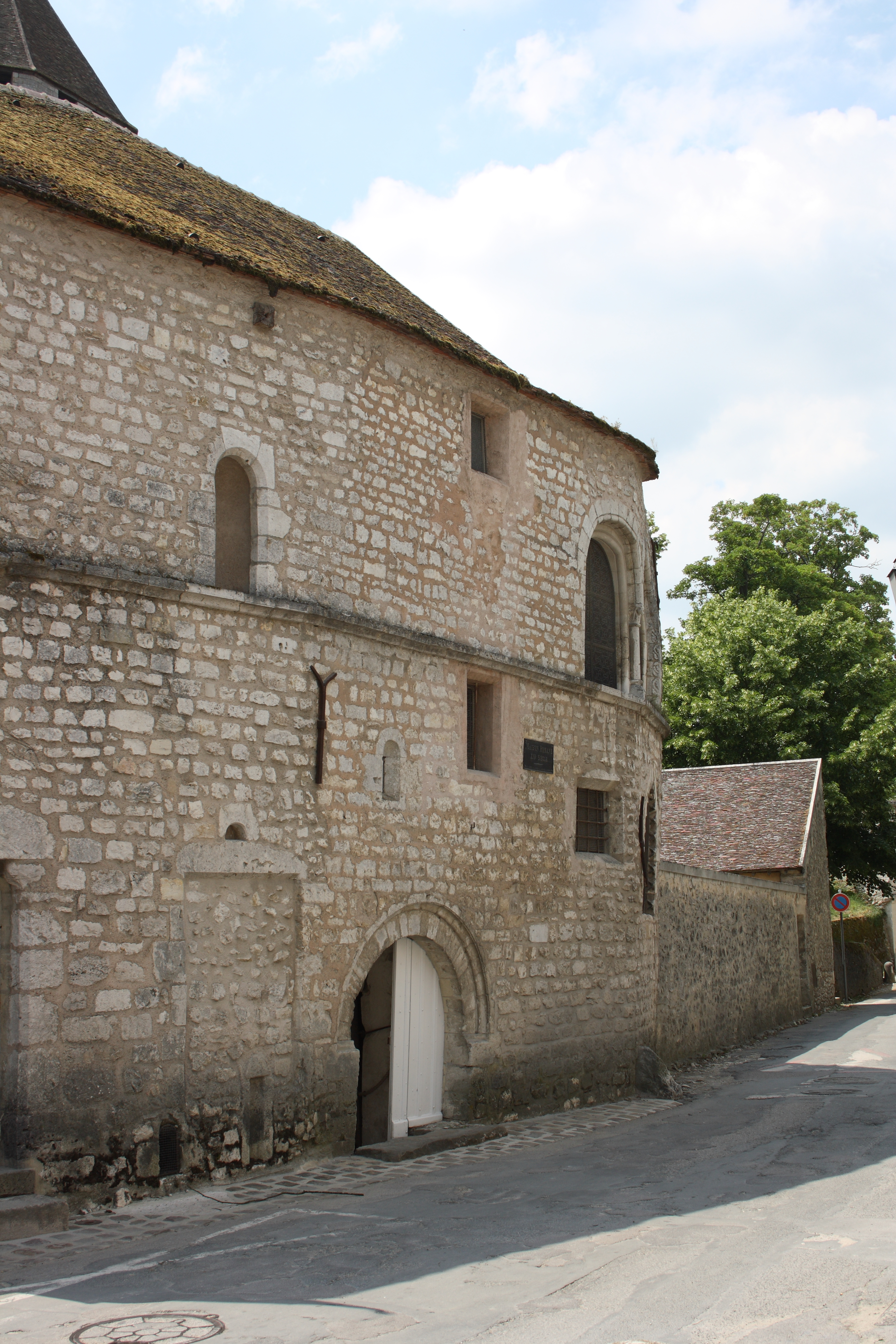
Maison romane supposée avoir été une des trois synagogues de Provins. Les foires de Champagne prospèrent grâce à des réseaux internationaux animés principalement par des cahorsins, des lombards et des juifs.

Thibaud le Grand est le fils d'Adèle de Normandie, sœur du roi d'Angleterre Henri et femme savante qui illustre le règne des femmes provoqué par le départ des maris en croisade et la naissance de la société courtoise. Elle exerce la régence sur le double domaine de la Maison de Blois, val de Loire et Champagne, jusqu'en 1120. C'est l'époque où, les juifs bénéficiant en Champagne d'une relative tolérance, prospèrent les tossafistes.
Émancipé, Thibaud le Grand jouit d'une administration sans égale et d'un réseau d'alliés fiable qui lui permet d'étendre sa suzeraineté sur de nombreuses seigneuries dans le diocèse de Reims et sur le port clef de Nogent. Il négocie avec l'abbaye de Saint-Denis les donations de fiefs qu'elle ne maîtrise plus depuis les invasions normandes mais qui fournissent de nouveau Paris en blé. En 1129, au concile de Troyes, il fonde avec Hugues de Payns l'ordre du Temple, qui devient en quelques décennies le premier réseau bancaire. Avec Pierre Abélard, il fonde la même année une abbaye de prestige, le Paraclet. Sous la direction d'Héloïse refondant la liturgie, l'abbaye devient le premier centre de production musicale de son temps et la première école pour femmes.
Ce n'est qu'à la génération suivante, en 1152, à l'avènement de son fils aîné Henri le Libéral, que la Champagne devient un état distinct, le domaine de Blois revenant au cadet.

#### La Champagne thibaldienne (1152-1283)

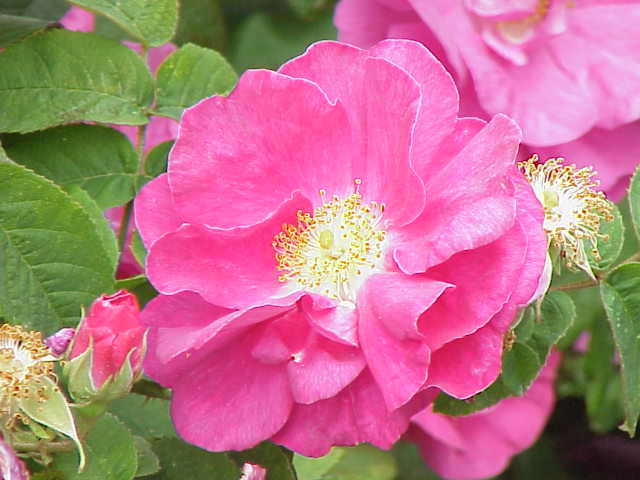
Rosa gallica officinalis dite rose de Provins, symbole du raffinement de la cour champenoise. La génétique ne permet pas de déterminer le rôle exact d'une rose qui aurait été importée en 1254 dans l'élaboration de l'hybride Rosa damascena. La rose de Provins elle-même, associée à la médecine, par exemple sous forme de confits, véhiculait une image d'avant garde. Des coussins de pétales séchés étaient offerts aux rois et archevêques pour marquer leurs visites. Leur prix dépassait celui d'un poids équivalent en or.

Henri le Libéral recueille le bénéfice des alliances de sa mère Mathilde de Carinthie avec les cours les plus importantes et plus encore des institutions mises en place en 1147 par son père Thibaud le Grand :
- le marc de Troyes, qui sert à étalonner le denier et la livre de Provins, monnaie de référence dans les échanges commerciaux entre le port de Boulogne et Milan, en usage depuis la première moitié du IXe siècle, et lui garantit désormais un bon aloi.
- l'once troy, unité de mesure des métaux précieux et des épices utilisée comme référence dans tout l'Occident,
- le conduit, qui est une caisse d'assurance à laquelle cotisent les marchands important et exportant par les foires de Champagne,
- le garde-foire, chambre d'enregistrement des écritures comptables et tribunal de commerce itinérant.

Elles contribuent à faire de la Champagne la province la plus prospère de l'époque. Six fois plus populeuse qu'aujourd'hui, Provins est alors la troisième ville de France, après Paris et Rouen. Le comte de Champagne est plus riche que son suzerain, le roi de France. À la cour de la régente Marie de France, Chrétien de Troyes, Gace Brulé, Gautier d'Arras, Guyot de Provins, Huon d'Oisy, Geoffroi de Villehardouin, abandonnant le latin aux moines, font émerger, un siècle après l'exemple normand de Turold comme en écho à leur contemporaine la poétesse Marie, une littérature en langue vulgaire. Au sein d'une population renouvelée par un développement démographique exceptionnel, ils diffusent le standard linguistique de la vallée de la Loire dont sont originaires leurs princes et repoussent sur les marges du domaine du champenois les langues picardes et wallonnes qui partagent le territoire de l'ancienne Belgique.
Le fils aîné du comte et de la comtesse, Henri, est élu en 1192 roi de Jérusalem. En 1201, le neveu et successeur de celui-ci, Thibaud le Chansonnier, hérite de son père mort quelques jours avant sa naissance la pairie de France et de sa mère le royaume de Navarre. C'est à celle-ci qu'échoit, trois ans après la mort de Marie de France, la régence. Elle fixe à Provins sa résidence et celle de ses successeurs. La capitale comtale devient une ville spécialisée dans le « ners de Provins », étoffe de laine produite par les innombrables moutons de la « Champagne pouilleuse », puis teinte en noire dans le Durteint et certifiée par le sceau de la corporation des maîtres tisserands. Elle devient aussi la capitale de la mode, qui est dessinée en Italie et portée tant à la cour qu'à la ville.
Les guerres de succession de Champagne provoquent en 1226 l'érection d'une des plus formidables enceintes fortifiées de l'époque, le rempart de Provins, achevé dix ans plus tard. La succession réglée en 1234, la prospérité revient au prix d'une dévaluation de la livre de Provins. En 1254, la cour de la régente Marguerite de Bourbon, troisième femme de feu Thibaud le Chansonnier, reçoit, dit la tradition, Robert de Brie de retour de croisade, lequel a dans ses bagages un plant de rose de Damas. Des boutures du cultivar odorant sont remises aux nobles visiteurs et se diffuse dans toutes les cours d'Europe.
En 1276, Blanche d'Artois, belle fille de feue Marguerite de Bourbon, veuve depuis deux ans et régente à son tour, épouse Edmond de Lancastre. Prince consort pendant huit ans, c'est ce frère du roi Édouard qui décide de porter sur ses armes la rose de Provins, que la seconde Maison de Lancastre prendra en 1485 comme emblème de sa victoire contre la Maison d'York à la fin de la guerre des Deux-Roses, la rose de Lancastre.

#### La Champagne capétienne (1284-1453)
La Champagne est réunie au domaine royal à la suite du mariage prononcé le 14 août 1284 entre Jeanne de Navarre et le futur Philippe le Bel, prince de seize ans qui accèdera au trône de France l'année suivante. Le comté de Champagne conserve une existence juridique jusqu'à la mort de celui-ci, en 1314, et c'est son fils Louis X le Hutin, en tant qu'unique héritier tant du trône que de la principauté champenoise, qui rattache cette dernière au domaine royal. Auparavant, le gouvernement de Philippe le Bel s'empressa, pour renflouer les caisses du royaume en déficit, de ruiner le commerce champenois, non seulement en spoliant et détruisant le principal réseau bancaire sur lequel il s'appuyait, l'ordre du Temple, mais en décrétant des impôts successifs pour les nombreux juifs champenois : 25 000 livres comme « don de joyeux » pour fêter son avènement en 1285 ; des tailles arbitraires en 1288, 1291, 1293, 1296 ; une taille majorée de 14 % en 1298 ; de nouveau des tailles confiscatoires en 1299, 1300 et 1301.
Cependant, avec l'extinction des capétiens directs, si le trône revient à Philippe VI de Valois, le comté de Champagne tout comme le royaume de Navarre reviennent de jure à Jeanne II. Néanmoins, Philippe VI ne souhaite pas laisser sa cousine trop puissante et lui retire le contrôle du comté de Champagne et de Brie. En avril 1328, le grand conseil, assemblé à Saint-Germain-en-Laye, adoube la décision du roi,.
Jules Viard décrit cette ultime union ainsi : « Les droits que Jeanne tenait de son aieule et de son père ne s’étendaient pas seulement sur la Navarre, mais encore sur la Champagne et la Brie. Ces deux provinces formaient comme le prolongement de l’Île-de-France vers l’est, c'est-à-dire vers l’Empire, et leur rattachement au domaine royal accroitrait sa force en même temps que se sécurité. Aussi Philippe le Long, par les traités du 17 juillet 1316, du 27 mars 1318 et Charles IV le Bel, par des lettres du mois de janvier 1328,, avaient-ils cherché par d’habiles transactions à ménager leur réunion à la couronne ; Philippe de Valois n’eut qu’à suivre leurs traces. Les négociations furent longues et de nombreux pourparlers eurent sans doute lieu, car ce fut seulement le 14 mars 1336 qu’à Villeneuve, près d’Avignon, le traité définitif de l’abandon de la Champagne et de la Brie au roi et à ses successeurs fut conclu. En échange de ces provinces, Philippe VI donnait à Jeanne, reine de Navarre, et à son époux :
- les comtés d’Angoulême et de Mortain ;
- 5 000 livres tournois de rente annuelle et perpétuelles à prendre sur le Trésor à Paris ;
- 3 000 livres tournois de rente à prendre sur le Trésor, en attendant qu’on leur fit assiette sur des terres ;
- 7 000 livres parisis également de rente à prendre aussi sur le Trésor, pour 70 000 livres parisis que le roi leur avait données.

Ils tiendraient le tout de la couronne de France en baronnie et pairie, à une foi et hommage avec les comtés d’Angoulême et de Mortai. Ainsi fut accomplie la réunion irrévocable de la Champagne et de la Brie à la France, un peu plus de cinquante ans après que Philippe III le Hardi l’avait préparée par le mariage de son fils Philippe le Bel, avec Jeanne, reine de Navarre et comtesse de Champagne et de Brie. »
La Champagne, épargnée dans un premier temps, est profondément touchée à partir de 1358 par la guerre de Cent Ans, dont elle devient un des principaux champs de bataille parcourus par les routiers. Le 9 juin, les mercenaires d'Étienne Marcel et Charles de Navarre renforcés de Jacques assaillent Meaux. Sept mille Jacques sont jetés dans la Marne et Meaux est incendiée par les croisés du captal de Buch. Les pillages sont perpétrés loin dans les campagnes, comme à Nogent, incendié l'année suivante au terme d'une chevauchée du roi Édouard. Le 23 juin 1359 à Chaudefouace, la grande compagnie de Brocard de Fenestrange et la milice de l'évêque de Troyes Henri de Poitiers repoussent les troupes anglaises d'Eustache d'Abrichecourt dans Nogent et Ponts.
Le front se déplace à travers la Champagne. Les granges, usines agricoles qui rassemblent matériels et personnels, sont incendiées, les bâtiments isolés qui pourraient servir de bastions sont rasés, les campagnes désertées, la population qui survit à la peste noire se réfugie dans les villes, la circulation des marchandises et des personnes devient très risquée, la production agricole s'effondre et fait place à une économie de guerre. De 1417 à 1433, la capitale comtale est occupée par l'armée anglaise. Le traité de Troyes signé en 1420 ne fait que figer la situation et n'apporte pas la paix.

## Composantes du comté de Champagne
- Comté de Braine

Carte de France en 1180 : le comté de Champagne est en jaune à l'est.

Une partie du village de Domrémy — village natal de Jeanne d'Arc — dépendait de la châtellenie de Gondrecourt en Barrois mouvant, tandis que l'autre partie relevait du comté de Champagne.

## Les foires de Champagne
La richesse du comté fut développée par les foires de Champagne dont la sécurité était garantie par ses comtes. Le conduit royal de 1209, accordé par Philippe Auguste, élargit encore le rayonnement de ces foires. Celles-ci forment désormais un ensemble cohérent, qui attire les Italiens aussi bien que les Flamands. Le conduit royal les assure que tout tort qui leur serait causé serait tenu pour lèse-majesté et pris en compte par la justice royale.

## Les officiers de la Champagne
Le pouvoir s'organisait autour d'un certain nombre de charges comme :
- un gouverneur du comté,
- des grands officiers : sénéchal, connétable, bouteiller, chambrier, chambellan, maréchal, chancelier.
- des officiers secondaires : baillis, chapelain, échanson, panetier, le queux, écuyer et des délégués pour les différentes institutions comme grenier à sel…